# Symfonie nr. 3 (Lutosławski)
De Poolse componist Witold Lutosławski voltooide zijn Symfonie nr. 3 in 1983. Het werk staat bekend als zijn 100e compositie.

## Geschiedenis
Hij begon aan zijn derde symfonie in 1972, aldus de componist. Het werk wilde niet vlotten en de componist liet de schetsen voor het werk liggen. Af en toe pakte hij de draad weer op. In het najaar van 1977 was het zover; hij voltooide het deel Toccata. De componist was er niet tevreden over en legde het weer weg, zonder het verder ooit te gebruiken. In augustus/september 1981 begon hij aan het werk wat uiteindelijk zijn derde symfonie zou worden. Op 31 januari 1983 had hij hem dan voltooid. Op 29 september 1983 speelde het Chicago Symphony Orchestra onder leiding van Georg Solti de première, waarbij de componist aanwezig was. De symfonie had dus weliswaar een lange aanlooptijd, maar werd eigenlijk in een anderhalf jaar voltooid. In de periode 1972 tot 1983 verschenen echter belangrijke werken van Lutosławski, zoals zijn baanbrekend Celloconcert.  De geschiedenis van de symfonie ging na de eerste uitvoering gewoon verder. Lutosławski schreef geen programmamuziek, maar een onderhuidse spanning is altijd merkbaar. Op 13 december 1981 vond het regime van Polen het noodzakelijk dat er strengere wetten zouden gelden, die (opnieuw) tot onderdrukking van het Poolse volk zouden leiden. Lutosławski protesteerde daartegen door niet meer deel te nemen aan officiële gelegenheden. Hij werd (voornamelijk in de Verenigde Staten) gevraagd of zijn muziek een weerslag gaf van de Poolse situatie. Hij gaf daarop een ontkennend antwoord, maar gaf daarna nog een kleine toelichting dat de muziek (of kunst in het algemeen) toch een weerslag is van de gevoelens van een enkeling of van een volk, daarmee deels suggererend dat de symfonie toch een vorm van protest was. 
Zijn Symfonie nr. 1 werd in de ban gedaan, vanwege het al te modern zijn. Deze derde symfonie met zijn individuele vrijheden stond lijnrecht tegen over het regeringsstandpunt van een land zonder vrijheden. Voor wat moderniteit paste dit werk in het geheel niet in de lijn van muziek die de Poolse overheid voorstond.
In 1984 nam de componist zijn symfonie op met het BBC Symphony Orchestra; het is een symfonie die door middel van zijn dynamiek uitermate geschikt was voor de toen nieuwe geluidsdrager, de compact disc. Op 14 oktober 1984 was de symfonie voor het eerst in Polen te beluisteren, niet in de hoofdstad Warschau, maar veilig in Lódz. In 1985 kreeg de componist van de Universiteit van Louisville de Grawemeyer Award for Composition uitgereikt, hetgeen leidde tot de Fanfare voor Louisville. Al redelijk snel daarna nam Esa-Pekka Salonen deze Derde symfonie op voor CBS. De opname verdiende de Koussevitzky Prix Mondial du Disque. De opname verdiende later ook de Gramophone Award. De symfonie kreeg verder een Grammy Award.

## Muziek
De muziek van deze symfonie is moeilijk te omschrijven, vond ook de componist bij een voorwoord in 1988. De symfonie bestaat op papier uit één deel, maar de componist legde toen uit dat er sprake was van een tweedelig werk, waarbij de delen aan elkaar gevlochten zijn, zoals hij later ook zou toepassen in bijvoorbeeld Chain 1. Het eerste deel moest gezien worden als de muzikale voorbereiding op deel 2. De componist was het daarbij ook soms niet eens met zichzelf. Hij zag ook een driedelige structuur met coda. Deel 1 bestaat uit een introductie en drie secties. De introductie geeft direct aan wat het thema van deze symfonie is. De afwisseling tussen vastgelegde en geheel uitgeschreven muziek en de aleatoriek, in dit geval beperkte aleatoriek, al dan niet uitgeschreven vrij uit te voeren door de musici. De eerste vier tonen/noten van deze symfonie liggen vast. Een viertal E's worden stevig neergezet, een gelijkenis met de opening van Vijfde symfonie van Ludwig van Beethoven.  Daarna komen de drie secties, die elk trager zijn dan hun voorganger. Dat gebeurt niet door middel van tempoaanduidingen maar met het steeds langer laten duren van de tonen. De muziek klinkt dan weer "warm" dan weer "ijzig" een voortgang is er niet in te ontdekken. De secties worden aan elkaar gelast door het herhalen van de vier E's. Waar de muziek toe leidt, komt eerst naar voren in het tweede gedeelte van de symfonie. De thema's uit het eerste gedeelte komen hier bewerkt weer naar voren. Daarbij wordt een techniek uit de "oude" klassieke muziek niet geschuwd, een uitgesponnen fuga is erin verwerkt. De tweede sectie onderscheidt zich van de eerste door het pizzicato bespelen van strijkinstrumenten harp. De muziek is een aaneenschakeling van kamermuziekachtige fragmenten met erupties uit het gehele orkest. Na de climax van het tweede deel, komt er dan de epiloog. Dat werd door sommige theoretici gezien als derde deel, dat dan weer afgesloten wordt door een coda. Het einde bestaat (net als het begin) uit vier kwartnoten. 

### Orkestratie
- 3 dwarsfluiten (II ook piccolo), 3 hobo's (III ook althobo),  3 klarinetten (II ook esklarinet, III ook basklarinet), 3 fagotten (III ook contrafagot)
- 4 hoorns, 3 trompetten, 3 trombones, 1 tuba
- pauken,
- 4 man/vrouw percussie (xylofoon, glockenspiel, marimba, vibrafoon, buisklokken, vijf tom-toms, twee bongo's, grote trom, kleine trom, tenortrom, drie bekkens (klein, middel en groot), tamtams (hoog en laag) en tamboerijn
- 2 harpen, vierhandig  piano, celesta
- violen, altviolen, celli, contrabassen

## Discografie (2012)
- Decca Records: de componist met de Berliner Philharmoniker
- Antes edition (Hoepfner Classics): de componist met het Sinfonieorchester der Staatlichen Hochschule für Musik Karlsruhe
- Chandos: Edward Gardner met het BBC Symphony Orchestra
- Dux: Mirosław Jacek Blaszczyk met het Philharmonisch Orkest van Silezië
- Arthaus (dvd): Simon Rattle met het City of Birmingham Symphony Orchestra
- BIS Records: Tadaaki Otaka met het BBC National Orchestra of Wales
- Naxos: Antoni Wit met het Pools Nationaal Radio-Symfonieorkest